# Diane Baker

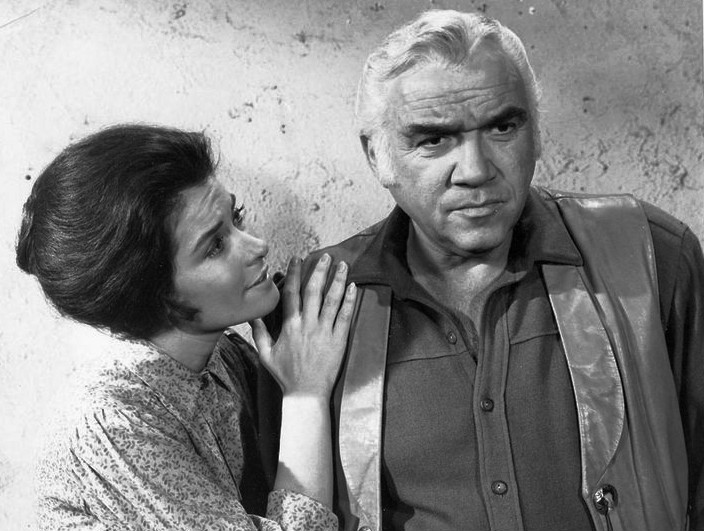
Diane Baker şi Lorne Greene în serialul "Bonanza" (1967)

Diane Baker (n. 25 februarie 1938) este o actriță americană de film.

## Date biografice
Diane Baker a crescut la Hollywood, în statul California din S.U.A. Când avea 18 ani s-a mutat la New York unde a luat lecții de balet cu Nina Fonaroff și de actorie cu Charles Conrad. Ulterior, Diane Baker a studiat la "Estelle Harman Workshop" în Los Angeles. Debutul în arta cinematografică l-a avut, în anul 1959, cu filmul "Jurnalul Anei Frank". În 1960 a fost nominalizată pentru premiul Golden Globe ca cea mai bună tânără speranță în actorie. Pentru filmul "The Prize" (1963), în care a jucat alături de Paul Newman și Elke Sommer a fost din nou nominalizată pentru Golden Globe Award. Iar pentru rolul jucat în filmul "Inherit the Wind" (1965) a fost nominalizată în 1966 pentru premiul "Emmy Award". A mai primit ulterior și alte distincții pentru roluri din alte filme, printre care se numără filmul de succes Tăcerea mieilor (1991) sau serialul "Dr. House".

## Filmografie
- 1959 Jurnalul Annei Frank (The Diary of Anne Frank), regia George Stevens
- 1959 O călătorie spre centrul Pământului (Journey to the Center of the Earth), regia Henry Levin
- 1960 Cei 300 de spartani (The 300 Spartans), regia Rudolph Maté
- 1962 Aventurile unui tânăr (Hemingway's Adventures of a Young Man), regia Martin Ritt
- 1963 The Prize
- 1963 Stolen hours
- 1963 Nine Hours to Rama
- 1963 Strait Jacket, de regizorul William Castle
- 1964 Marnie, de Alfred Hitchcock
- 1965 Mirage
- 1965 Inherit the Wind (TV)
- 1969 La est de Java (Krakatoa, East of Java), regia Bernard L. Kowalski
- 1976 Baker's Hawk
- 1983 A Woman of Substance (TV)
- 1990 The Closer
- 1991 The Silence of the Lambs
- 1995 The Net
- 1996 The Cable Guy
- 1996 Courage Under Fire
- 1997 Murder at 1600